# Jens Waltorp
Jens Waltorp Sørensen (født 17. maj 1984 i Thisted) er en dansk tidligere professionel fodboldmålmand.
Waltorp er både født og opvokset i Tingstrup i Thisted, hvorfor han har spillet i Thisted FC til og med sit første ynglinge år. Herefter skiftede Waltorp til AaB.
I 2016 blev han en del af amatørfodboldholdet FC Græsrødderne.

## Privat
Fra 2007 til 2017 dannede han par med sangerinden Ida Corr. Jens Waltorp er uddannet antropolog fra Københavns Universitet.